# Иордан, Вячеслав
Вячесла́в Иорда́н (рум. Veaceslav Iordan; род. 12 июня 1966, Киркаешты, Каушанский район, Молдавская ССР) — молдавский политик. Исполняющий обязанности Генерального примара (мэра) муниципия Кишинёв с 25 января 2007 по 18 июня 2007 года.

## Биография
Вячеслав Иордан родился 12 июня 1966 года в селе Киркаешты Каушанского района Молдавии. В 1983 году закончил инженерский факультет Строительной академии коммунального хозяйства в Харькове. В 1984—1986 гг. находился на военной службе в городе Ахалкалаки (Грузия), был начальником радиостанции. Женат, трое детей.
Профессиональная деятельность:
- 1993—1998 — инженер в инженерном отделе Гостиницы «Интурист» (Кишинёв;
- 1998—2000 — начальник службы строительства гражданских сооружений ГП «Молдавская железная дорога»;
- 2000—2006 — Зам. генерального директора ГП «Молдавская железная дорога», начальник службы капитального строительства;
- 2005 — награждён государственной наградой «Орден Почёта» («Ordinul de Onoare»);
- 2003—2006 — избран Советником в Кишиневский Муниципальный Совет;
- 2006—2007 — вице-примар Кишинёва;
- январь—июнь 2007 г. — исполняющий обязанности генерального примара Кишинёва.

На выборах на пост примара Кишинёва в 2007 году — кандидат от Партии коммунистов Республики Молдова.